# Chiesa di San Bartolomeo Apostolo (Genova, Staglieno)
La chiesa di San Bartolomeo Apostolo è la parrocchiale di Staglieno, quartiere di Genova, in città metropolitana ed arcidiocesi di Genova; fa parte del vicariato di Marassi - Staglieno.

## Storia
La presenza di una cappella a Staglieno è attestata a partire dal 1130 circa; questa chiesetta fu ricostruita nel 1403.
La nuova parrocchiale venne edificata tra il 1646 e il 1650; nel 1862 l'interno fu oggetto di un restauro e di un abbellimento, mentre nel 1877 il campanile, che era stato danneggiato da una folgore, venne ristrutturato e ripristinato.
Alcuni anni dopo, nel 1880 fu posato il nuovo pavimento della navata, composto da lastre marmoree bianche e nere, mentre nel 1892 si precedette al restauro delle pitture della volta; gli stucchi e gli affreschi vennero ritoccati prima nel 1902 e poi ancora nel 1935.
Tra il 2005 e il 2006 fu condotto un intervento di manutenzione della facciata; in quest'occasione si constatarono le pessime condizioni dell'abside, che fu poi ristrutturata nel 2011.

## Descrizione

### Esterno
La facciata a capanna della chiesa, rivolta ad occidente e tinteggiata a fasce bianche e grigie alternate, presenta centralmente il portale d'ingresso, a cui s'accede percorrendo quattro scalini, e una grande finestra si forma semicircolare.

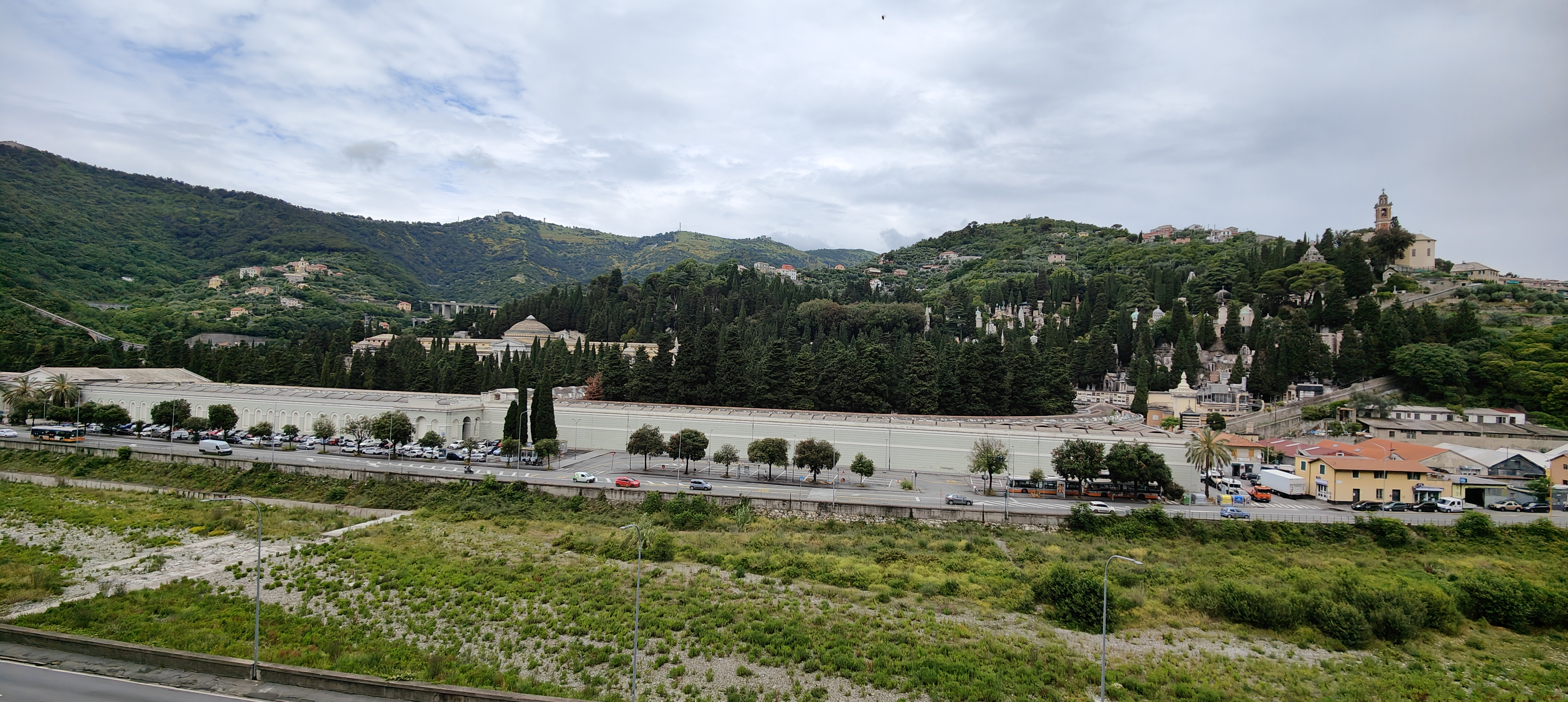
La zona in cui è inserita la chiesa (in alto, a destra) vista da via Lungobisagno Istria nelle vicinanze del Cimitero Monumentale di Staglieno

Annesso alla parrocchiale è il campanile a base quadrata, suddiviso in registri da cornici marcapiano e abbellito da lesene angolari; la cella presenta una monofora a tutto sesto per lato ed è coronata dalla copertura a cupola poggiante sul tamburo.

### Interno
L'interno dell'edificio si compone di un'unica navata, sulla quale si affacciano quattro nicchie,  ospitanti gli altari secondari, e le cui pareti sono scandite da lesene sorreggenti gli archi che introducono le cappelle e la trabeazione sopra la quale s'imposta la volta; al termine dell'aula si sviluppa il presbiterio, sopraelevato di un gradino e chiuso dall'abside di forma semicircolare.